# 胡伯 (印第安納州)
胡伯（英語：Huber）是位於美國印地安納州費耶特縣的一個非建制地區。該地的面積和人口皆未知。